# Грегъри Олсен
Грегъри Хемънд Олсен (на английски: Gregory Hammond Olsen) – роден е на 20 април 1945 г. в Бруклин, Ню Йорк (САЩ). Основател на компанията Sensors Unlimited Inc. Има научна степен доктор на науките.

## Образование
- През 1962 г. завършва средно училище в гр. Риджфилд Парк (Ridgefield), щат Ню-Джърси.
- През 1966 г. получава степента бакалавър по физика в Университета Фарлей Дикинсън(Fairleigh Dickinson University), щата Ню-Джърси (New Jersey).
- През 1968 г. получава степента бакалавър по електротехника и електроника и магистър по физика в Университета на Вирджиния (University of Virginia).
- През 1971 г. получава степента доктор на науките по материалознание в Университета на Вирджиния.
- От 1971 до 1972 г. работи като учен в южноафриканския Университет в Порт Елизабет.

## Професионална дейност
- От 1972 до 1983 г. работи в лабораторията на компанията RCA.
- През 1984 г. основава компанията EPITAXX Inc, която произвежда излъчватели и оптични датчици.

## Космически туризъм
Грегъри Олсен – е третият космически турист (2005).